# FC Málaga
Málaga Club de Fútbol, kurz Málaga CF und im deutschen Sprachraum allgemein bekannt als FC Malaga, ist ein Fußballverein aus dem spanischen Málaga. Die erste Mannschaft spielt in der Segunda División und trägt ihre Heimspiele im Estadio La Rosaleda aus.

## Geschichte
Der Verein ist aus dem 1904 gegründeten Verein Club Deportivo Málaga entstanden, welcher sich im Jahre 1948 zusätzlich die Rechte am Vereinsnamen Atlético Malagueño sicherte, um unter diesem Titel seine zweite Mannschaft in den Wettbewerb zu schicken. Atlético Malagueño ist auch heute die Bezeichnung der B-Mannschaft des FC Málaga.
1992 ging CD Málaga in Konkurs, konnte jedoch unter dem Namen Atlético Malagueño weiterspielen, da für diesen eine eigenständige Lizenznummer beim spanischen Fußballverband bestand. Da die finanziellen Probleme damit jedoch nicht gelöst werden konnten, beschloss man zwei Jahre später auf einer Mitgliederversammlung, den Verein Atlético Malagueño in eine der erst zwei Jahre zuvor eingeführten Sport-Kapitalgesellschaften umzuwandeln und ihm den Namen Málaga Club de Fútbol S.A.D. zu geben.
Unter dem neuen Namen stieg die Mannschaft 1995 in die Segunda División und vier Jahre später in die Primera División auf. In der Saison 2002/03 erreichte der Verein nach Erfolgen über FK Željezničar Sarajevo, Amica Wronki, Leeds United und AEK Athen das Viertelfinale des UEFA-Pokals. Dort scheiterten die Andalusier erst im Elfmeterschießen an Boavista Porto. Bis zum Abstieg Ende der Saison 2005/06 spielte der FC Málaga in der obersten Liga Spaniens, die zweite Mannschaft des Vereins in der Segunda División. Beide stiegen zum Saisonende in die Segunda División bzw. die Segunda División B ab. 2007/08 gelang der Wiederaufstieg in die Primera División.
Am 28. Mai 2010 wurde bekanntgegeben, dass der FC Málaga von Scheich Abdullah Bin Nasser Al Thani aus Katar für 25 Millionen Euro aufgekauft wurde. Außerdem kam der neue Eigentümer auch für Málagas Verbindlichkeiten in Höhe von ca. 70 Millionen Euro auf. In der Winterpause 2010/11 wurden mit Martín Demichelis und Julio Baptista die ersten namhaften Verstärkungen unter der neuen Clubführung verpflichtet. In der Folgezeit bekam der Verein professionellere Strukturen – vor allem durch die Verpflichtung des Generalmanagers Fernando Hierro und des niederländischen Nationalspielers Ruud van Nistelrooy. Das hatte Signalwirkung und so wechselten zur Saison 2011/12 weitere Topspieler wie Santi Cazorla, Jérémy Toulalan oder Joaquín nach Málaga. Geplant war auch der Bau der größten Nachwuchsakademie Spaniens und ein neues Stadion mit einem Fassungsvermögen zwischen 60.000 und 70.000 Zuschauern, dessen Name – im Rahmen einer Promotion für die WM in Katar – Qatar Stadium lauten sollte.
Die Saison 2011/12 schloss das Team auf dem vierten Tabellenplatz ab, welcher zur Teilnahme an der Qualifikation zur UEFA Champions League 2012/13 berechtigt. In den Play-offs konnte man sich souverän gegen Panathinaikos Athen durchsetzen und zog in die Gruppenphase ein. In dieser setzte man sich als Gruppensieger gegen den AC Mailand, Zenit St. Petersburg und den RSC Anderlecht durch und besiegte im Achtelfinale den FC Porto. Im Viertelfinale unterlag das Team Borussia Dortmund. Dabei besiegelten zwei Gegentore in der Nachspielzeit des Rückspiels das Ausscheiden. Das Hinspiel in Andalusien endete torlos, im Rückspiel in der Heimstätte des BVB hatte Malaga bis in die 91. Minute das Ticket fürs Halbfinale fest in der Hand. Die Dortmunder erzielten in der Nachspielzeit jedoch zwei Tore und gewannen schließlich mit 3:2.
Im August 2012 wurde bekannt gegeben, dass Klubeigentümer Al Thani den Verein zum Verkauf freigegeben hatte. Nach den erheblichen Investitionen in den Vorjahren blieben plötzlich die Gelder aus, die zuvor regelmäßig in die Vereinskasse geflossen waren. Al Thani dementierte diese Meldungen nicht. Kurze Zeit später trat Manager Fernando Hierro von seinem Amt zurück. Al Thani investierte seit seiner Übernahme etwa 150 Millionen Euro in den Verein.
Es folgten Zwangsverkäufe von Spielern, weil deren Gehälter nicht mehr finanzierbar waren. Santi Cazorla war der erste Spieler, der den Verein verließ und ihm folgten unter anderem José Salomón Rondón und Joris Mathijsen. Durch die Transfererlöse konnte der Verein die Zahlungen der noch ausstehenden Gehälter für die übrigen Spieler sicherstellen.
Im Zuge der genannten wirtschaftlichen Probleme hat die UEFA am 21. Dezember 2012 im Rahmen des Financial Fair Play den FC Málaga für die Teilnahme an der Europapokalsaison 2013/14 gesperrt. Sollte sich der Verein für die kommende Saison nicht qualifizieren, gilt die Sperre für die nächstfolgende Teilnahme innerhalb von vier Jahren.
Zur Saison 2013/14 trat Bernd Schuster die Nachfolge von Manuel Pellegrini als Cheftrainer an. Im Sommer 2014 folgte ihm Javi Gracia.
2018 stieg der Verein in die zweite spanische Liga, die Segunda División, ab. 2019 stand Málaga kurz vor dem Aufstieg in Primera División und wurde Dritter in der Zweiten Liga. In der ersten Runde der Play-offs gegen Deportivo de La Coruña schied der FC Málaga jedoch aus. Finanzielle Unregelmäßigkeiten in der Vereinsleitung führten 2020 dazu, dass der gesamte Leitungskader ausgetauscht wurde.
Im Sommer 2023 stieg der Verein nach einer desaströsen Saison mit nur 10 Siegen in die Primera Federación ab, die seit 2022 die dritthöchste Spielklasse bildet. In der darauffolgenden Spielzeit 2023/2024 gelang ihnen der direkte Wiederaufstieg in die Segunda División.

## Erfolge
- UEFA Intertoto Cup:  2002
- UEFA-Pokal: Viertelfinale 2002/03
- UEFA Champions League: Viertelfinale 2012/13

## Trainer
- José María Zárraga (1966–1968)
- Otto Bumbel (1967–1969) (1977–1978)
- Juan Ramón López Muñiz (2006–2008)(2009–2010)(2018–2019)
- Manuel Pellegrini (2010–2013)
- Bernd Schuster (2013–2014)
- José González (2017–2018)
- Víctor Sánchez del Amo (2019–2020)
- Sergio Pellicer García (2020–2021)
- José Alberto López Menéndez (2021–2022)
- José Mel Pérez (2022–)

## Nachwuchsarbeit
Der FC Málaga eröffnete ein Fußballinternat in Chile, fünf Fußballschulen in den Großstädten der Provinz Málaga und setzt auf eine andalusienweite Vernetzung der Nachwuchsarbeit, zu der alle andalusischen Erst- und Zweitligavereine eingeladen sind.

## Aktueller Kader 2025/26
Stand: 14. Juli 2025
| Nr. |         | Position | Name            |
| --- | ------- | -------- | --------------- |
| 1   | Spanien | TW       | Alfonso Herrero |
| 2   | Spanien | AB       | Jokin Gabilondo |
| 3   | Spanien | AB       | Carlos Puga     |
| 4   | Spanien | AB       | Einar Galilea   |
| 5   | Spanien | AB       | Álex Pastor     |
| 6   | Spanien | MF       | Ramón Enríquez  |
| 7   | Marokko | ST       | Haitam Abaida   |
| 8   | Spanien | MF       | Juanpe          |
| 10  | Spanien | ST       | David Larrubia  |
| 11  | Spanien | ST       | Joaquín Muñoz   |
| 13  | Spanien | TW       | Carlos López    |
| 14  | Spanien | AB       | Víctor Carcía   |
| 16  | Spanien | AB       | Diego Murillo   |
| 18  | Spanien | AB       | Dani Sánchez    |

| Nr. |          | Position | Name           |
| --- | -------- | -------- | -------------- |
| 19  | Spanien  | MF       | Luismi Sánchez |
| 20  | Portugal | AB       | Nélson Monte   |
| 22  | Spanien  | MF       | Dani Lorenzo   |
| 23  | Spanien  | MF       | Luca Sangalli  |
| 24  | Spanien  | ST       | Julen Lobete   |
| 27  | Spanien  | ST       | Chupe          |
| 29  | Spanien  | MF       | Izan Merino    |
| 35  | Irland   | MF       | Aarón Ochoa    |
|     | Spanien  | ST       | Juan Hernández |
|     | Spanien  | ST       | Eneko Jauregi  |
|     | Spanien  | MF       | Carlos Dotor   |
|     | Mali     | AB       | Moussa Diarra  |
|     | Spanien  | MF       | Rafa Rodríguez |

## Spieler
- Márcio Amoroso
- Fernando Baiano
- Julio Baptista
- John Lauridsen
- Isco
- Santi Cazorla
- Joaquín
- Nacho Monreal
- Pedro Contreras
- Juanito
- Albert Luque
- Francisco Rufete
- Manuel Velázquez
- Jérémy Toulalan
- José Salomón Rondón
- Ivan Leko
- Enzo Maresca
- Joris Mathijsen
- Kiki Musampa
- Ruud van Nistelrooy
- Sebastián Viberti
- Javier Saviola
- Martín Demichelis
- Darío Silva
- Julio César Dely Valdés